# Касторланд (Њујорк)
Касторланд (енгл. Castorland) град је у америчкој савезној држави Њујорк.

## Демографија
По попису из 2010. године број становника је 351, што је 45 (14,7%) становника више него 2000. године.
| Група             | 2000.       | 2010.       |
| Белци             | 296 (96,7%) | 334 (95,2%) |
| Афроамериканци    | 2 (0,7%)    | 2 (0,6%)    |
| Азијати           | 1 (0,3%)    | 1 (0,3%)    |
| Хиспаноамериканци | 4 (1,3%)    | 10 (2,8%)   |
| Укупно            | 306         | 351         |